# Igreja Paroquial de Santa Clara-a-Nova
A Igreja Paroquial de Santa Clara-a-Nova, igualmente conhecida como Igreja Paroquial de Santa Clara de Assis, é um monumento religioso na localidade de Santa Clara-a-Nova, na região do Alentejo, em Portugal.

## Descrição e história
O edifício tem acesso pela Rua da Igreja, no interior da povoação de Santa-Clara-a-Nova. Conta com uma torre sineira, que apresenta vários elementos setecentistas. No exterior do edifício encontra-se uma placa comemorativa da construção. No seu interior destacam-se os altares, decorados com talha dourada no estilo barroco, de tipologia popular.
Foi provavelmente construída entre os século XVI e XVII. No século XVIII a torre sineira foi alvo de obras de remodelação. A igreja foi um ponto central no desenvolvimento da aldeia, tendo sido em seu redor que se expandiu o tecido urbano.

## Ligações Externas
- Igreja Paroquial de Santa Clara-a-Nova / Igreja de Santa Clara de Assis na base de dados SIPA da Direção-Geral do Património Cultural